# Лама Мокоњо
Лама Мокоњо (итал. Lama Mocogno) је насеље у Италији у округу Модена, региону Емилија-Ромања.
Према процени из 2011. у насељу је живело 1094 становника. Насеље се налази на надморској висини од 837 м.

## Становништво
| 1931. | 1936. | 1951. | 1961. | 1971. | 1981. | 1991. | 2001. | 2011. |
| ----- | ----- | ----- | ----- | ----- | ----- | ----- | ----- | ----- |
| 5.619 | 5.625 | 5.415 | 4.832 | 3.563 | 3.195 | 3.039 | 3.032 | 2.844 |